# Pembroke College (Cambridge)
El Pembroke College es uno de los colleges que forman la Universidad de Cambridge, alberga a unos 600 estudiantes y profesores, y es el tercer college más antiguo de la universidad. Físicamente, es uno de los colleges más grandes de la universidad, y contiene edificios de casi todos los siglos desde su creación, así como unos grandes y cuidados jardines. El college tiene una financiación bastante buena, y su nivel académico está entre los más altos de todos los colleges de Cambridge. Pembroke no solamente es el college que alberga la primera capilla diseñada por Christopher Wren, sino que también es uno de los colleges de Cambridge que han producido un primer ministro Británico – nada menos que a William Pitt (el Joven). La biblioteca del college, es una de las más importantes de la universidad, con una torre Victoriana neogótica, contiene una copia original de la primera enciclopedia que incorporaba dibujos y diagramas. El actual presidente del college es Richard Dearlove, que previamente fue el jefe de los servicios secretos.

## Historia
La Nochebuena de 1347, Eduardo III concedió a Marie de St Pol, viuda del Conde de Pembroke, la licencia para fundar un nuevo centro de enseñanza en la joven Universidad de Cambridge. El Hall de Valence Mary, como fue originalmente llamado, fue fundado para albergar a un grupo de estudiantes y profesores.
Los estatutos fueron famosos en el sentido de que daban preferencia a los estudiantes nacidos en Francia pero que ya habían estudiado en algún otro lugar de Inglaterra, y que exigían a los estudiantes a informar si algún otro estudiante se excedía bebiendo o visitaba lugares de escasa reputación.
Posteriormente se renombró al college con el nombre de Pembroke Hall, y finalmente se le llamó Pembroke College en 1856.

## Los edificios

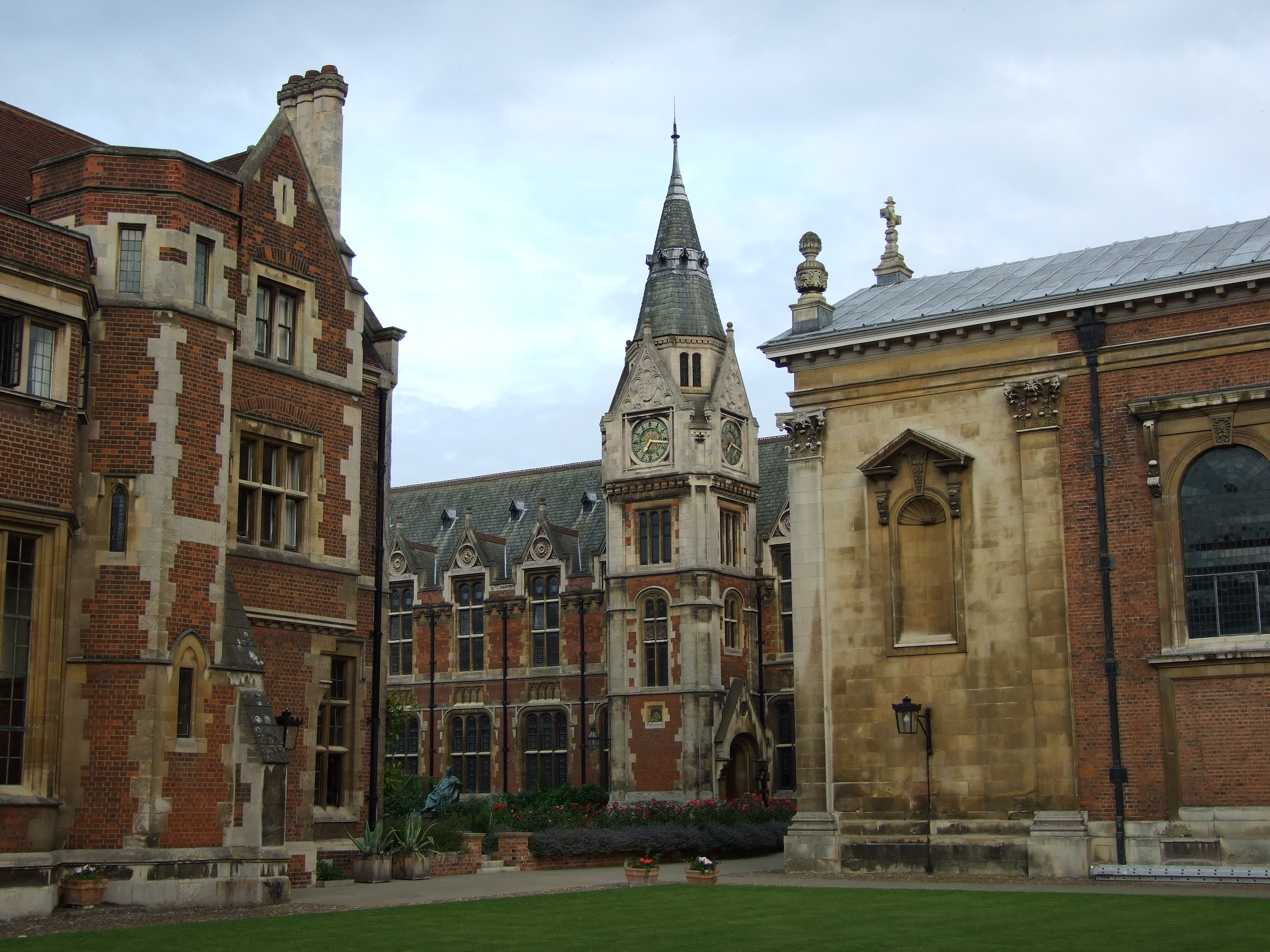
Patio principal de Pembroke.

Los primeros edificios consistían en un único patio (ahora llamado Old Court) que contenía todas las partes de un college: capilla, salón, cocina y despensa, dormitorios de los profesores y dormitorios de los alumnos – y los estatutos les proveían de un cocinero, un barbero y una lavandera. Tanto la fundación del college como la construcción de la primera capilla de un college en la ciudad (1355) necesitaron de la concesión de una bula papal.
El patio original era el más pequeño de la universidad con solo 28,96 por 16,76 metros, pero fue ampliado a su tamaño actual en el siglo XIX demoliendo el lado sur.
La puerta de entrada al college, sin embargo, es la original y la más antigua de Cambridge. El Salón fue reconstruido en el siglo XIX por Alfred Waterhouse después de haber sido declarado en malas condiciones.
La capilla original ahora forma parte de la Vieja Biblioteca y tenía un impresionante techo pintado, diseñado por Henry Doogood, que mostrada pájaros volando. Durante la Guerra Civil, uno de los miembros de Pembroke y capellán del futuro Carlos I, Matthew Wren fue encarcelado por orden de Oliver Cromwell. Cuando fue puesto en libertad después de dieciocho años, cumplió la promesa de contratar a su sobrino Christopher Wren para construir una capilla en su antiguo colegio. La capilla resultante fue consagrada en el Día de San Mateo de 1665, y la parte oriental fue ampliada en 1880 por George Gilbert Scott.